# 웹 매핑

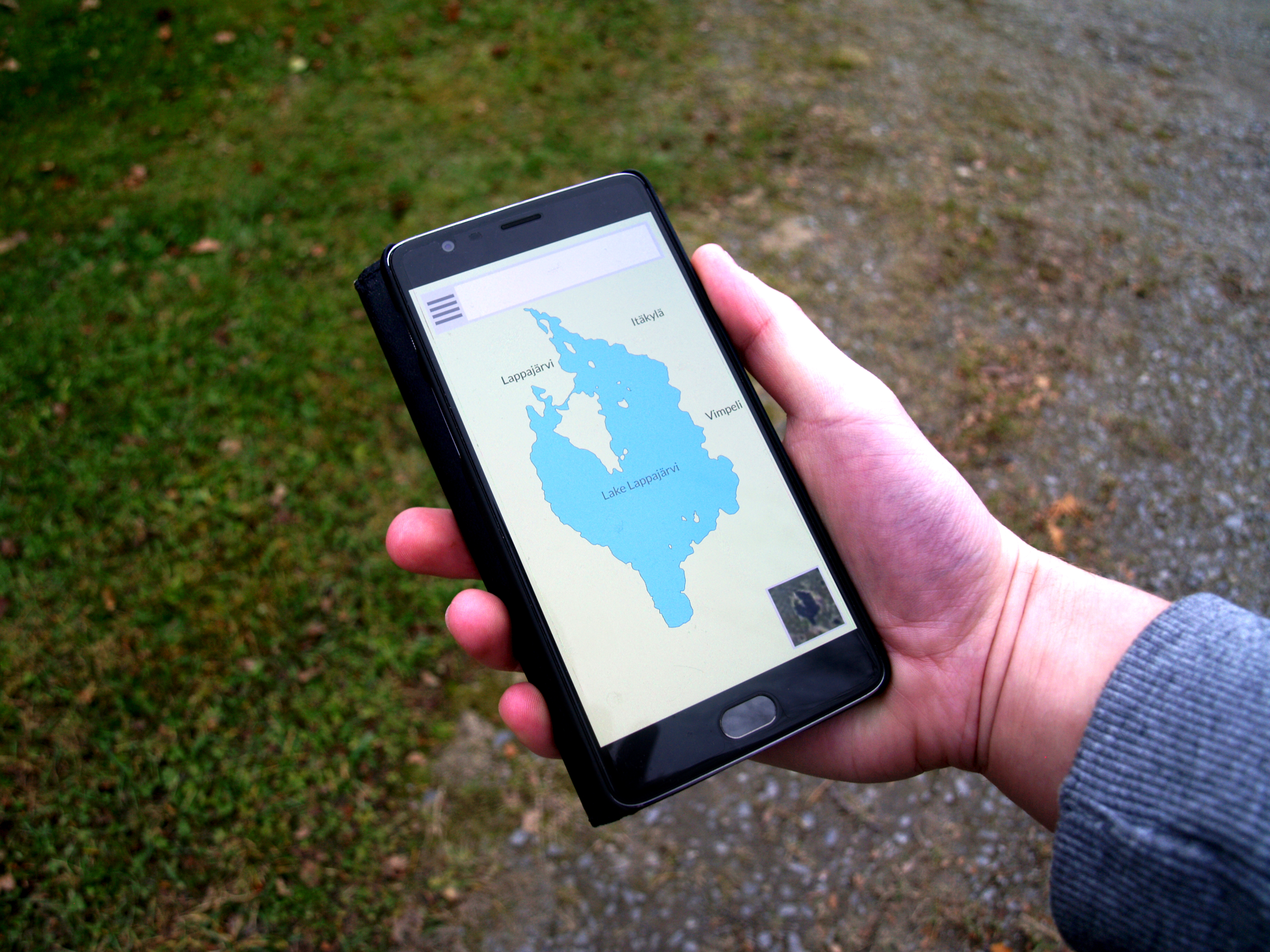
스마트폰의 웹 지도 앱.

웹 매핑(web mapping)은 지리 정보 체계(GIS), 더 구체적으로는 월드 와이드 웹(WWW)이 제공하는 지도를 사용하는 작업이다. 웹상에서 지도 디자인, 구현, 생성 및 전달을 수행하는 프로세스로 정의되기도 한다. 월드 와이드 웹상의 웹 지도는 모두 서비스되고 사용되므로, 웹 매핑은 단순한 웹 지도 제작에서 나아가 사용자들이 지도가 보여줄 것을 선택할 수 있는 서비스라고 할 수 있다. 웹 GIS는 최종 사용자가 직접 보고하는 것 보다, 데이터 저장 및 알고리즘 등의 데이터 수집 및 서버 소프트웨어 아키텍처와 같은 디자인 측면과 더 관련이 있는 지리 데이터 처리 측면을 강조한다.
"웹 GIS" 및 "웹 매핑"이라는 용어는 다소 동의어로 남아 있다. 웹 GIS는 웹 지도를 사용하고, 웹 매핑하는 최종 사용자는 분석 기능을 사용한다. 위치 기반 서비스라는 용어는 사용자 물자 및 서비스 웹 매핑을 나타낸다.  웹 매핑은 일반적으로 클라이언트-서버 간의 상호작용이 가능한 웹 브라우저 또는 기타 사용자 에이전트를 포함한다. 품질, 유용성, 사회적 이익, 법적 제약에 대한 질문이 진화로 이끌고 있다.
웹 매핑의 출현은 지도 제작에서 주요한 새 트랜드로 여겨질 수 있다. 최근까지 지도 제작은 몇몇 회사, 연구소와 지도 제작(매핑) 기관으로 제한되어 있었기 때문에 상대적으로 비싸고 복잡한 하드웨어 및 소프트웨어는 물론 숙련된 지도 제작자 및 지리정보학 엔지니어가 필요했다.
웹 매핑은 오픈스트리트맵에 의해 생성된 무료 데이터 세트와 나브텍, 구글, 웨이즈 등이 소유한 소유자 데이터 세트를 포함하여 많은 지리적 데이터 세트를 제공한다. 또한, ArcGIS와 같은 독점적 도구와 함께 지도를 생성하기 위한 자유 소프트웨어 범위도 고안되고 실행되었다. 결과적으로 웹상에서 지도를 제공하기 위한 진입 장벽이 낮아진 것이다.

## 같이 보기
- 지리 정보 체계 (GIS)